# خوزه ایزکیاردو (بازیکن فوتبال، زاده ۱۹۸۰)
خوزه ایزکیاردو (انگلیسی: José Izquierdo؛ زادهٔ ۳ اوت ۱۹۸۰) بازیکن فوتبال اهل اسپانیا است.
از باشگاه‌هایی که در آن بازی کرده‌است می‌توان به باشگاه خیمناستیک تاراگونا و باشگاه فوتبال اوساسونا اشاره کرد.